# Falkirk Stadium
Le Falkirk Stadium est un stade de football situé à Falkirk.
D'une capacité de 8 750 places, ce stade accueille depuis 2004 les matches à domicile du Falkirk Football Club, club évoluant en première division écossaise, succédant ainsi au Brockville Park et au Ochilview Park.